# Lonely Boy/Your Love
Lonely Boy/Your Love è un singolo scritto e interpretato dal cantante canadese-statunitense Paul Anka e pubblicato nel 1959.
Entrambi i brani sono contenuti nell'album Lonely Boy

## Tracce
Lato A
1. Lonely Boy

Lato B
1. Your Love